# Koala (Platinmünze)
| Koala       | Koala                            |
| ----------- | -------------------------------- |
| Metall:     | 99,95 % Pt                       |
| Rand:       | geriffelt                        |
| Prägejahre: | 1988 bis 2000                    |
| Vorderseite |                                  |
| Motiv:      | jährlich wechselnde Koala-Motive |
| Rückseite   |                                  |
| Motiv:      | Elisabeth II.                    |

Der Koala ist eine australische Anlagemünze, die zwischen 1988 und 2000 von der Perth Mint geprägt wurde. Die Platinmünze zeigt auf ihrer Bildseite ein jährlich wechselndes Koalamotiv. Auf der Wertseite ist, wie es auch bei anderen Münzen des Commonwealth üblich ist, ein Porträt von Königin Elisabeth II. abgebildet.
Folgende Münzen wurden geprägt:
| Größe       | Durchmesser | Dicke    | Gewicht  | Nennwert        | Prägejahre |
| ----------- | ----------- | -------- | -------- | --------------- | ---------- |
| 1⁄20 Unze   | 14,1 mm     | 1,32 mm  | 1,57 g   | 5 AUD           | 1990–2000  |
| 1⁄10 Unze   | 16,1 mm     | 1,40 mm  | 3,14 g   | 15 AUD          | 1988–2000  |
| ¼ Unze      | 20,1 mm     | 1,90 mm  | 7,82 g   | 25 AUD          | 1988–2000  |
| ½ Unze      | 25,1 mm     | 2,03 mm  | 15,60 g  | 50 AUD          | 1988–2000  |
| 1 Unze      | 32,1 mm     | 2,70 mm  | 31,12 g  | 100 AUD         | 1988–2000  |
| 2 Unzen     | 40,6 mm     | 4,00 mm  | 62,24 g  | 200/500 AUD     | 1992–2000  |
| 10 Unzen    | 60,3 mm     | 7,90 mm  | 311,2 g  | 2500/1000 AUD   | 1992–2000  |
| 1 Kilogramm | 75,3 mm     | 13,90 mm | 1002,5 g | 10.000/3000 AUD | 1992–2000  |

| Jahr | 1⁄20 Unze   | 1⁄20 Unze | 1⁄10 Unze   | 1⁄10 Unze | ¼ Unze      | ¼ Unze   | ½ Unze      | ½ Unze   | 1 Unze      | 1 Unze   | 2 Unzen     | 2 Unzen   | 10 Unzen    | 10 Unzen  | 1 Kilogramm | 1 Kilogramm |
| Jahr | maximal     | verkauft  | maximal     | verkauft  | maximal     | verkauft | maximal     | verkauft | maximal     | verkauft | maximal     | verkauft  | maximal     | verkauft  | maximal     | verkauft    |
| ---- | ----------- | --------- | ----------- | --------- | ----------- | -------- | ----------- | -------- | ----------- | -------- | ----------- | --------- | ----------- | --------- | ----------- | ----------- |
| 1988 | –           | –         | unlimitiert | 41.706    | unlimitiert | 62.666   | unlimitiert | 48.029   | unlimitiert | 61.682   | –           | –         | –           | –         | –           | –           |
| 1989 | –           | –         | unlimitiert | 53.873    | unlimitiert | 64.319   | unlimitiert | 49.245   | unlimitiert | 79.043   | –           | –         | –           | –         | –           | –           |
| 1990 | unlimitiert | 10.123    | unlimitiert | 10.473    | unlimitiert | 3.619    | unlimitiert | 2.358    | unlimitiert | 28.121   | –           | –         | –           | –         | –           | –           |
| 1991 | 20.000      | 10.080    | 20.000      | 13.078    | 20.000      | 6.271    | 20.000      | 5.773    | 75.000      | 52.106   | –           | –         | –           | –         | –           | –           |
| 1992 | 20.000      | 6.501     | 20.000      | 10.920    | 20.000      | 6.581    | 20.000      | 5.451    | 75.000      | 44.920   | unlimitiert | unbekannt | unlimitiert | unbekannt | unlimitiert | unbekannt   |
| 1993 | 20.000      | 8.242     | 20.000      | 12.627    | 20.000      | 11.646   | 20.000      | 7.878    | 80.000      | 59.872   | unlimitiert | 1.873     | unlimitiert | 446       | unlimitiert | 563         |
| 1994 | 20.000      | 8.699     | 20.000      | 9.154     | 20.000      | 7.618    | 20.000      | 5.716    | 100.000     | 73.129   | unlimitiert | 956       | unlimitiert | 85        | unlimitiert | 75          |
| 1995 | 20.000      | 11.931    | 20.000      | 9.044     | 20.000      | 4.715    | 5.000       | 3.431    | 100.000     | 31.416   | unlimitiert | 216       | unlimitiert | 7         | unlimitiert | 12          |
| 1996 | 20.000      | 5.849     | 20.000      | 7.573     | 20.000      | 3.314    | 5.000       | 2.778    | 100.000     | 23.761   | unlimitiert | 229       | unlimitiert | 13        | unlimitiert | 94          |
| 1997 | 20.000      | 3.148     | 20.000      | 5.993     | 20.000      | 1.586    | 5.000       | 1.536    | 100.000     | 41.153   | unlimitiert | 141       | unlimitiert | unbekannt | unlimitiert | unbekannt   |
| 1998 | 20.000      | 4.508     | 20.000      | 2.382     | 20.000      | 1.321    | 5.000       | 1.028    | 100.000     | 4.943    | unlimitiert | 56        | unlimitiert | 9         | unlimitiert | 12          |
| 1999 | 20.000      | 3.432     | 20.000      | 2.220     | 20.000      | 1.404    | 5.000       | 983      | 100.000     | 4.221    | unlimitiert | 153       | unlimitiert | 9         | unlimitiert | 20          |
| 2000 | 20.000      | 2.660     | 20.000      | 1.891     | 20.000      | 762      | 5.000       | 553      | 100.000     | 2.048    | unlimitiert | 72        | unlimitiert | 6         | unlimitiert | unbekannt   |